# Pierre Piédru
Pierre Piédru (ou Pierre Predou) (mort le 24 novembre 1449) fut chanoine de Saint-Malo, de Dol et de Notre-Dame de Nantes, puis chantre de la cathédrale de cette dernière ville.

## Biographie
Il est le fils de Guillaume Piédru, bourgeois de Nantes, et de Jeanne Mauléon et le frère d'Aiguisse Piedru, mariée à Jean Chauvin, seigneur de l'Espronnière, et mère de Guillaume Chauvin. Ces alliances, soutenues par un certain mérite, sont le commencement de sa fortune. Il est d'abord pourvu d'un canonicat dans l'église de Nantes et admis au conseil du duc Jean V de Bretagne (1442-1444). Pour servir ce prince assidûment, il obtient du pape Martin V la permission de toucher les revenus de ses bénéfices, quoiqu'il n'y réside pas et qu'il soit toujours la cour du duc. 
Il est nommé évêque de Tréguier en 1430 et député au Concile de Bâle en 1434. Pendant ce temps se poursuit la construction des tours centrale et sud de la cathédrale et le palais épiscopal de la rue des Perdrix se poursuit.
L'évêque de Saint-Malo Amaury de la Motte meurt le 5 août 1434 et le chapitre de chanoines élit Guillaume Boutier abbé de Beaulieu, aumônier et conseiller du duc Jean V comme évêque. Le pape Eugène IV refuse de confirmer cette élection et transfère Pierre Piédru évêque de  Tréguier comme évêque de Saint-Malo par bulles du 27 août 1435. Il a quelques différends avec son chapitre pour la juridiction temporelle dans la ville de Saint-Malo ; mais Guillaume, abbé de Saint-Jacut, les réconcilie en 1439. Pierre Piedru souscrit au concile tenu à Angers en 1448, et publie cette même année des statuts diocésains. Il meurt le 24 novembre 1449.